# オーノカズナリ
オーノ カズナリ（本名：大野 一成、1979年3月1日 - ）は、日本の男性ミュージシャン。大阪府豊中市出身。血液型A型。

## 来歴
2001年にBMGファンハウスより「siren」のヴォーカル＆ギターとしてデビュー。2004年、ドラムの脱退に伴い「PARABOLA」と名称変更。この頃からソロアーティスト、オーノカズナリとしても活動を開始するようになる。現在バンド活動は休止中。

## 人物
とても華奢な体格で、本人も度々ライブMCのネタにしている。近年の活動はアコースティックライブ、楽曲提供、作詞、サウンドプロデュース、映像ディレクター、自身がプロデュースするplaneのヴォーカル菊地佑介とのユニットO/Kcomputer名義でのライブ等。マニピュレーター&コーラスとしてTHE BOOMのツアーに参加したこともある。

## 主な楽曲提供
アイドリング!!!
- 想いの詩（作詞） - アルバム「だいじなもの」 収録

嵐
- 素晴らしき世界（作詞） - アルバム「One」「All the BEST! 1999-2009」収録
- Oh Yeah!（作曲） - アルバム 「Time」「All the BEST! 1999-2009」 収録
- LIFE（作曲） - アルバム 「Time」 収録

KAT-TUN
- care（作詞） - アルバム「Break the Records -by you & for you-」収録

ukka（旧名 桜エビ〜ず）
- 僕らのハジマリ（プロデュース）
- はっぴースキップ☆ジャンプ（プロデュース）
- Believe（プロデュース）
- 初恋模様（プロデュース）
- オスグッド・コミュニケーション（作詞、プロデュース）
- こころ予報（プロデュース）
- 嘘とライラック（作詞(共作)、プロデュース）
- お年頃distance（プロデュース）
- ボクエール（プロデュース）
- タリルリラ（編曲）
- みしてかしてさわらして（作詞(共作)）
- エビ・バディ・ワナ・ビー（作詞）
- アルバム「octave」（サウンドプロデュース）
- WINGS（作詞（共作）） - ミニアルバム「T.O.N.E」収録
- Viva La Vida（作詞） - ミニアルバム「青春小節」収録
- TAiLWiND（作詞（共作））
- カノープス（作詞）
- つなぐ（作詞（共作））

SHANADOO
- Sound Space Scope（作詞、作曲、編曲） - アルバム「Launch Party!!!」収録
- WALK'in ON!!（作詞、編曲） - アルバム「Launch Party!!!」収録
- MERRY TIME（作詞、ボーカルディレクション） - アルバム「Launch Party!!!」収録
- Love Space Ship（ボーカルディレクション） - アルバム「Launch Party!!!」収録

ピーター・ホー
- 方舟（作詞）

福田沙紀
- 37℃（作詞） - シングル「幸せのテレパシー」収録

plane
- arrow（編曲）
- はなればなれ（編曲）
- 花火（編曲、プロデュース）
- localizer（編曲、プロデュース）
- Airport City 82（編曲、プロデュース）

村田あゆみ
- マーメイドシンドローム（作詞、作曲、編曲） - アルバム「キセキ KI･SE･KI」収録
- OZ（作詞、作曲、編曲） - アルバム「キセキ KI･SE･KI」収録
- 未完成のカーテン（作詞） - アルバム「Happy Candy」収録
- PolePle!（プロデュース）
- WAVE!!!（作詞、作曲、編曲） - アルバム「PolePle!」収録
- HiKaRi（作詞、作曲、編曲） - アルバム「PolePle!」収録
- キミがいたYesterday（作詞、作曲、編曲） - アルバム「PolePle!」収録
- PolePole!（編曲） - アルバム「PolePle!」収録
- さくらいろ（編曲） - シングル「青空のファンタジア」アルバム「PolePle!」収録
- Re-tune（作詞、作曲、編曲） - アルバム「PolePle!」収録
- パステル（作曲、編曲）
- KOCHIA（作詞、作曲、編曲） - シングル「パステル」収録
- Drawing Again（PV ディレクター）
- はぴねす（PV ディレクター）

Lead
- Baby'cuz U!（作詞、作曲、編曲） - アルバム「4」収録
- TOKIO NIGHT（編曲） - アルバム「Feel The Vibes」収録
- 光（作曲、編曲） - シングル「SPEED STAR★」収録

その他
- 渋谷怪談（サウンドプロデュース）DVD